# Radosław Torzyński
Radosław Torzyński (ur. 19 lutego 1969 w Ostrowie Wielkopolskim) – polski architekt, przedsiębiorca, działacz samorządowy, w latach 2006–2010 prezydent Ostrowa Wielkopolskiego.

## Życiorys
Ukończył w 1994 studia na Wydziale Budownictwa, Architektury i Inżynierii Środowiska Politechniki Poznańskiej. Od 1991 do 2006 prowadził działalność gospodarczą m.in. jako właściciel firmy zajmującej się reklamą wizualną i pracowni projektowej. W latach 1994–1998 był także zatrudniony w urzędzie miasta Ostrowa Wielkopolskiego kolejno na stanowiskach młodszego referenta, kierownika referatu i architekta miejskiego. W okresie 1998–2006 sprawował mandat radnego rady miejskiej.
W drugiej turze wyborów samorządowych w 2006, startując jako bezpartyjny kandydat z ramienia Platformy Obywatelskiej (przy poparciu m.in. PiS) został wybrany na urząd prezydenta Ostrowa Wielkopolskiego. Cztery lata później nie ubiegał się o reelekcję. W 2018 powrócił do aktywności lokalnej, uzyskując mandat radnego miejskiego. W 2024 został natomiast wybrany na radnego powiatu ostrowskiego, po czym objął funkcję wicestarosty.